# Plaagmier
De plaagmier (Lasius neglectus) is een roodbruine mierensoort die behoort tot het geslacht van de kleine schubmieren (Lasius). De mier werd circa 1986 in Nederland (Leiden) ontdekt, maar pas in 1990 als nieuwe soort beschreven. Het is een plaaginsect dat leeft in superkolonies, vrijwel uitsluitend in stedelijk gebied. De mier is berucht omdat ze bestrating ondergraaft en binnendringt in huizen en gebouwen.
De naam 'plaagmier' wordt informeel ook gebruikt voor verschillende soorten mieren die een plaag kunnen vormen voor mensen, planten en dieren.

## Naam
De wetenschappelijke naam Lasius neglectus betekent vrij vertaald 'veronachtzaamde mier'. De mierensoort werd na de eerste ontdekking in Leiden aanvankelijk foutief gedetermineerd als de mergelmier (Lasius alienus Förster, 1850) en raakte toen tijdelijk in de vergetelheid. Pas jaren later bij de ontdekking van een soortgelijke kolonie in Boedapest bleek het om een nog niet eerder benoemde soort te gaan.

## Verspreiding en habitat
Het oorspronkelijke verspreidingsgebied van de plaagmier is nog onbekend maar ligt waarschijnlijk in Centraal- en West-Azië.
De eerste kolonie werd gevonden in Boedapest. Sindsdien is de soort op meerdere plaatsen in Europa gevonden, zoals in Jena, Gent, Warschau en Gloucestershire, en wordt deze als plaag beschouwd. De verspreiding lijkt vooral plaats te vinden via de verkoop van potgrond. In de zomer van 2009 is door de European Invertebrate Survey – Nederland (EIS-Nederland; gelieerd aan het Nationaal Natuurhistorisch Museum Naturalis in Leiden) onderzoek verricht op enkele Nederlandse locaties naar het mogelijke voorkomen van de plaagmier. Hierbij kon worden bevestigd dat de soort zich gevestigd heeft in Leiden, Wassenaar, Katwijk aan Zee, Son en Maastricht. De soort komt vrijwel uitsluitend in steden voor. In 2024 werd de soort aangetroffen in het natuurgebied Waalsdorpervlakte.

## Levenswijze
De plaagmier leeft van kleine ongewervelden en honingdauw van bladluizen.
De mier gebruikt haar gif om schimmelinfecties te voorkomen. De mieren smeren elkaar hiervoor in met hun excreties, die voor 60% uit mierenzuur bestaan.

### Kolonies en voortplanting
De plaagmier nestelt met name in kassen, huizen, straten, tuinen en parken, vooral onder stenen en tegels, vaak op de grens met een muur. De levenswijze komt sterk overeen met die van het Mediterraan draaigatje, die sinds 2013 in Nederland als plaagdier flink in opmars is. Ze vormen superkolonies die bestaan uit meerdere nesten en vele eierleggende koninginnen ((polygynie)).
De paring vindt voor zover bekend altijd in het nest plaats, wat bij verwante soorten ongebruikelijk is. De koninginnen komen gewoonlijk niet buiten het nest en blijven ook na de paring in hetzelfde nest. Een kolonie bestaat uit meerdere met elkaar verbonden nesten met veel koninginnen. De kolonie breidt zich uit door nestafsplitsing, waarbij de koningin vrijwel altijd lopend samen met een aantal werksters een stukje verderop een nieuw nest begint. Er ontstaat zo via inteelt een superkolonie die volgens onderzoekers tienduizenden koninginnen kan bevatten. Omdat de mieren van een kolonie familie van elkaar zijn, gedragen ze zich niet territoriaal, kunnen zich tussen de nesten verplaatsen en allen samenwerken.
In Spanje werd in delen van een 14 hectare grote superkolonie plaagmieren het aantal koninginnen onder stenen aan de oppervlakte geteld. Het aantal onder stenen in de hele kolonie was naar schatting zo'n 35.500. In de grond werden nog meer koninginnen gevonden; aan de hand van grondmonsters werd het totale aantal in de superkolonie geschat op 360.000. Het aantal werksters bedroeg circa 800 per m2, wat voor de hele kolonie zou neerkomen op ruwweg 112 miljoen.

## Overlast
Net als de Amerikaanse vuurmier kan Lasius neglectus nestelen rond
elektriciteitskabels. Hierdoor kunnen zij stroomstoringen en zelfs brand veroorzaken.